# Apache Shiro
Apache Shiro (вимовляється як широ, в перекладі з японської – фортеця) — є фреймворком з відкритим вихідним кодом, який виконує автентифікацію, авторизацію, криптографію та управління сесіями. Shiro був розроблений як інтуїтивний і легкий у використанні фреймворк, який одночасно з тим забезпечує сильний захист.

## Історія
Попередник Shiro – JSecurity, був заснований в 2004 році Лісом Хазлвуд і Джеремі Хаіліякі, які не змогли знайти потрібний Java фреймворк безпеки, що добре управлявся б на рівні програми. Крім того, вони були вкрай незадоволені сервісом JAAS. Між 2004 та 2008, JSecurity був розміщений в системі SourceForge і в списку його лідерів з'явилися такі програмісти як Пітер Лідбрук, Алан Дитцель, Тім Вейл.
У 2008 році проєкт JSecurity був переданий Apache Software Foundation (ASF) і прийнятий в їх програму Incubator, керовану наставниками для прогресування проєкту до вищого рівня проєктів Apache. Під ASF Incubator, JSecurity був перейменований в Ki (вимовляється як кі), через невеликий відрізок часу, він знову був перейменований співтовариством, і по сьогоднішній день, носить назву – Shiro, причиною ж став конфлікт з існуючим торговим знаком.
У той час, як проєкт продовжував розвиватися в Apache Incubator, до проєкту в якості лідера приєднався Калле Корхонен і в липні 2010 року, спільнота Shiro, зазначивши період стабільності коду, випустила першу офіційну версію 1.0. Після випуску цієї версії, був створений спеціальний комітет з управління проєктом (Project Management Committee), де головою був обраний Ле Азлевода. 22 вересня 2010 року, Shiro, став проєктом вищого рівня (Top Level Project, TLP) в Apache Software Foundation.

## Дивись також
- JGuard [Архівовано 21 травня 2014 у Wayback Machine.], фреймворк безпеки під LGPL-ліцензією
- Spring Security, Java фреймворк безпеки